# Museo dell'Opera di Santa Maria del Fiore
Nota: Se você procura o museu em Orvieto, consulte Museo dell'Opera del Duomo (Orvieto)

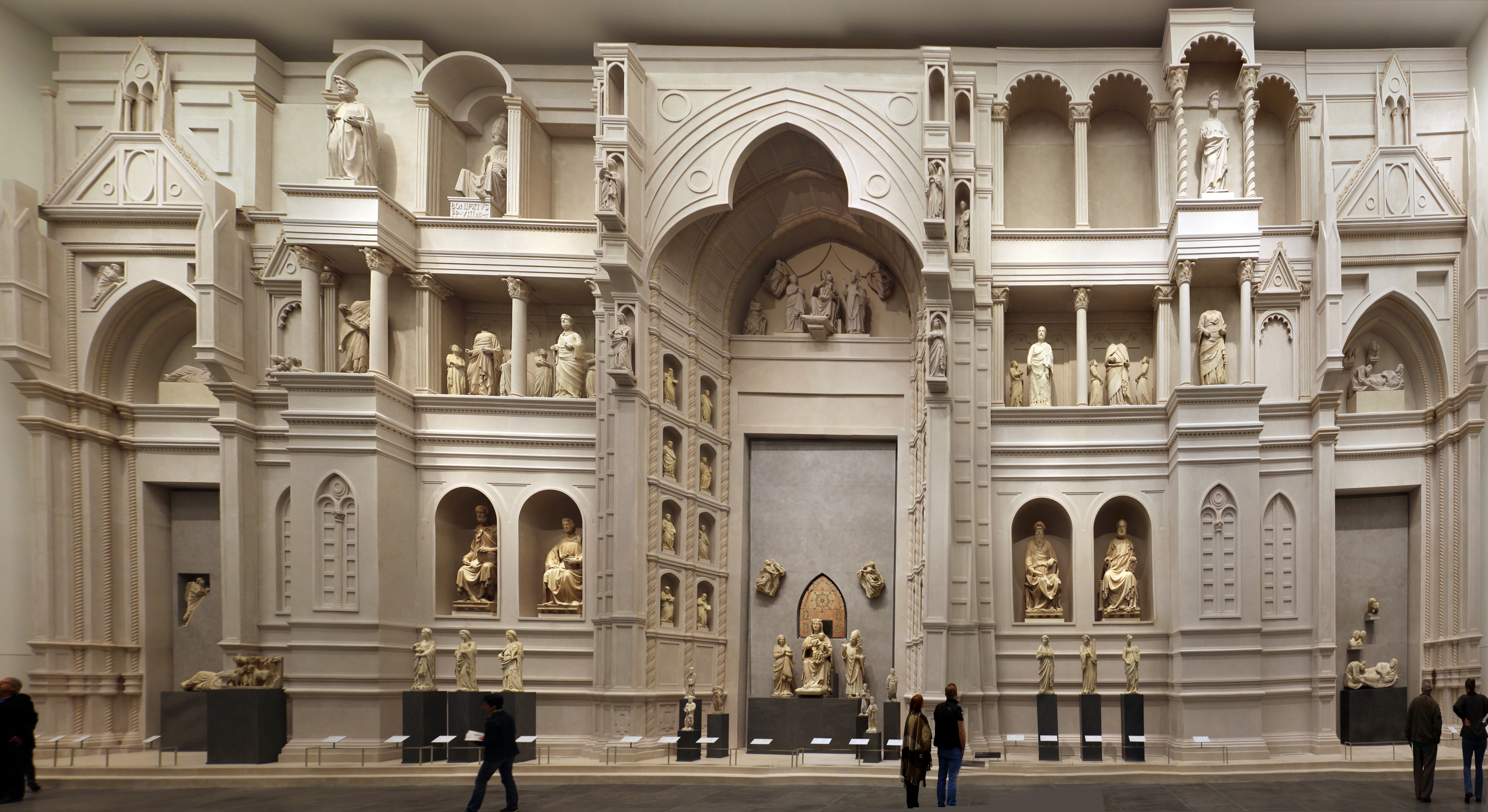

O Museo dell'Opera di Santa Maria del Fiore, ou Museo dell'Opera del Duomo, é um museu dedicado a recolher e preservar obras de arte, elementos decorativos e outros objetos procedentes do complexo arquitetônico que compreende a catedral, o campanário e o batistério de Florença, na Itália.

## Histórico
Estes edifícios, ao longo de sua história secular, sofreram várias reformas, e muitas de suas esculturas e outras peças originais foram removidas por causa da mudança no estilo e gosto vigentes em cada época. A coleção começou a ser formada quando Francesco de Medici fez desmontar, em 1587, por julgá-lo antiquado, todo o primeiro revestimento da fachada da catedral, de que faziam parte inúmeras esculturas originais de Arnolfo di Cambio. Outras peças já existiam provenientes da demolição da antiga catedral de Santa Reparata, que deu lugar ao Duomo atual.
Em 1688 Cosmo II de Médici fez remover da catedral dois magníficos coros, de Luca della Robbia e Donatello, a fim de substituí-los por outros de madeira, mas de maiores dimensões, por ocasião das núpcias de seu filho Ferdinando com Violante da Baviera. Os dois coros permaneceram semi-esquecidos nos depósitos até meados do século XIX, quando o estado italiano cogitou reconstruí-los no Museu del Bargello. Foi nesta ocasião que a Opera del Duomo - a instituição que gerencia desde 1296 os trabalhos na catedral e edifícios anexos - decidiu criar um museu próprio para expor ao público estas e outras obras-primas que já lhe pertenciam e vinham desde há muito sendo guardadas em seus depósitos.
Foi então instalado o museu no local histórico onde trabalharam os grandes artistas que contribuíram para a construção e embelezamento do complexo monumental, um palacete erguido no lugar de casas que já pertenciam à Opera desde o século XV. Inaugurado em 1891, com projeto do arquiteto da Opera Luigi del Moro, foi reestruturado após a grande enchente do rio Pó que devastou a cidade em 1966.

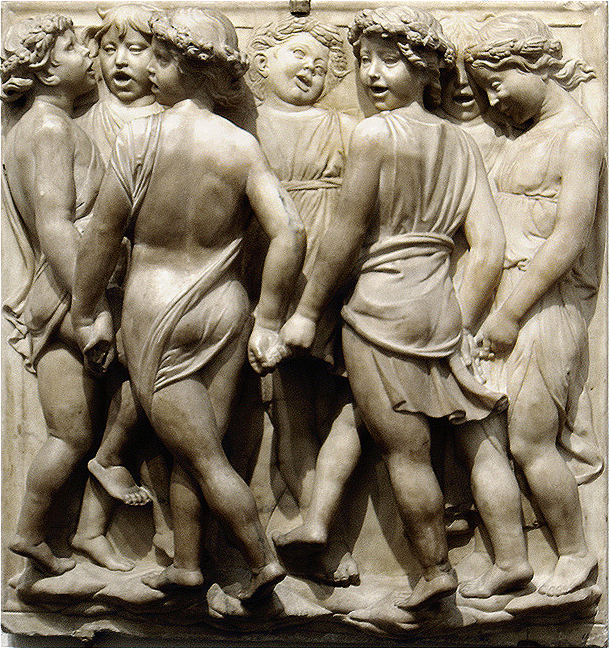
Lucca della Robbia: parte de um coro

A instituição e suas instalações foram remodeladas novamente em 1999 a fim de oferecerem serviços mais eficientes e de acordo com os padrões contemporâneos de museologia e museografia, sendo hoje um dos mais importantes museus italianos dedicados à arte eclesiástica.

## O acervo

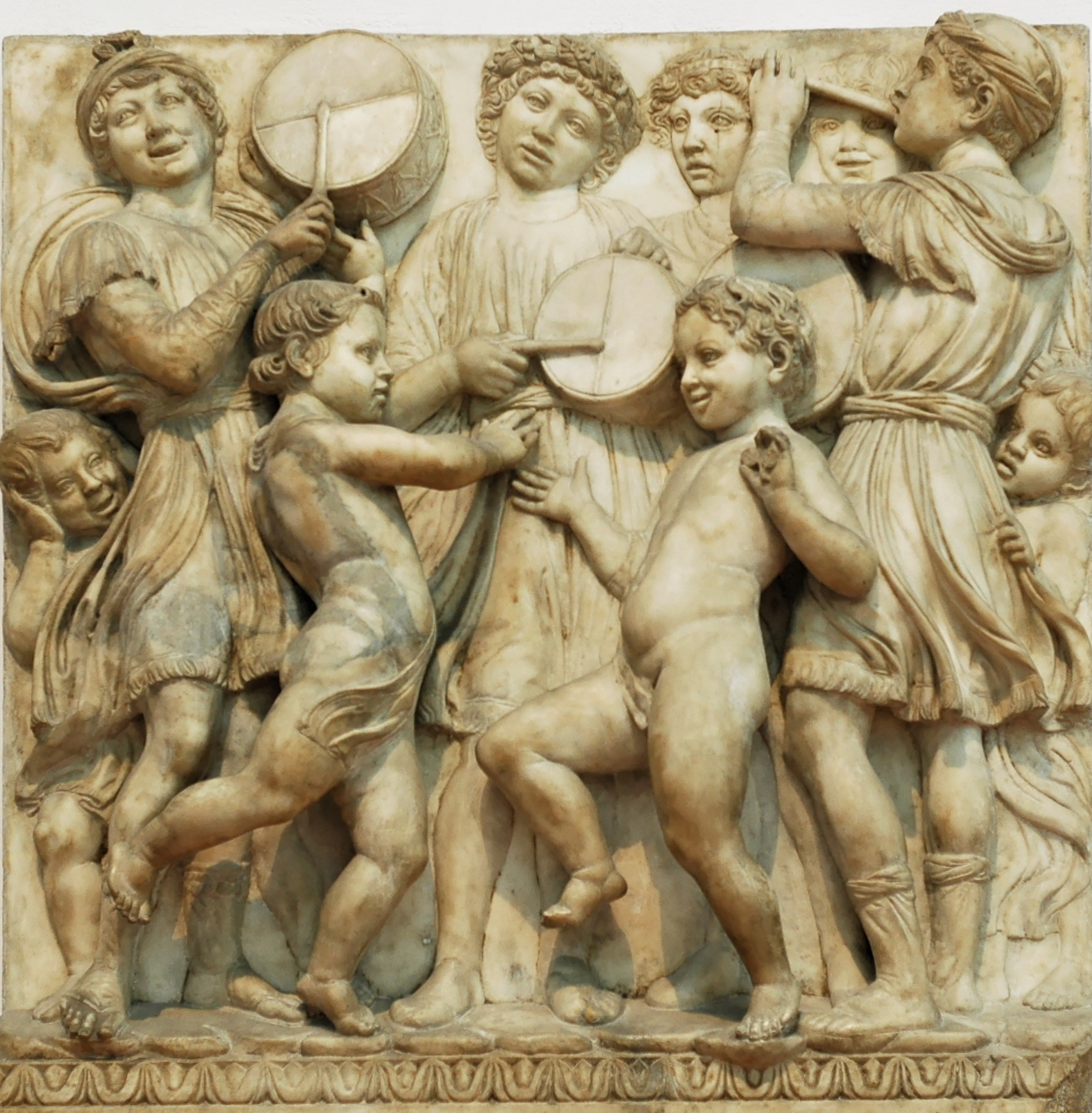
Meninos tocando música. Painel em mármore decorando a cantoria (galeria dos cantores), na verdade uma sacada para o órgão de 1438 do Duomo. Museo dell'Opera del Duomo, Florença, Itália.

Desde sua fundação o acervo do museu não cessou de ser ampliado. Sua coleção compreende, além de todo o antigo revestimento da fachada da catedral e os famosos coros renascentistas, elementos do batistério que foram afetados pela grande enchente, uma série de ícones e outras imagens sacras, uma profusão de relicários feitos de metais preciosos e pedrarias, modelos em madeira dos antigos projetos dos edifícios históricos construídos pela Opera, além de rica estatuária da Toscana dos séculos XVI e XVII, manuscritos iluminados, vestuário eclesiástico e uma série de objetos de ourivesaria.
Recentemente um grande número de outras peças têm sido incorporado ao acervo por causa do grande problema de conservação criado pela crescente poluição atmosférica, a grande inimiga dos mármores. Assim, tanto esculturas da catedral como do campanário vêm sendo substituídas por réplicas, e os originais encontram no museu um espaço adequado para sua exposição e preservação.
Dentre as obras mais importantes estão os mencionados coros de Donatello e Lucca della Robbia e a série de esculturas de Arnolfo. Também são destaques os painéis originais de Lorenzo Ghiberti para a Porta do Paraíso do batistério, uma das três Pietàs de Michelangelo, e o magnífico Altar de São João, todo em metais preciosos, obra-prima em que trabalharam diversos gênios do renascimento como Michelozzo Michelozzi, Andrea del Verrocchio, Antonio Pollaiuolo e Bernardo Cennini ao longo de mais de cem anos.

## Outras obras

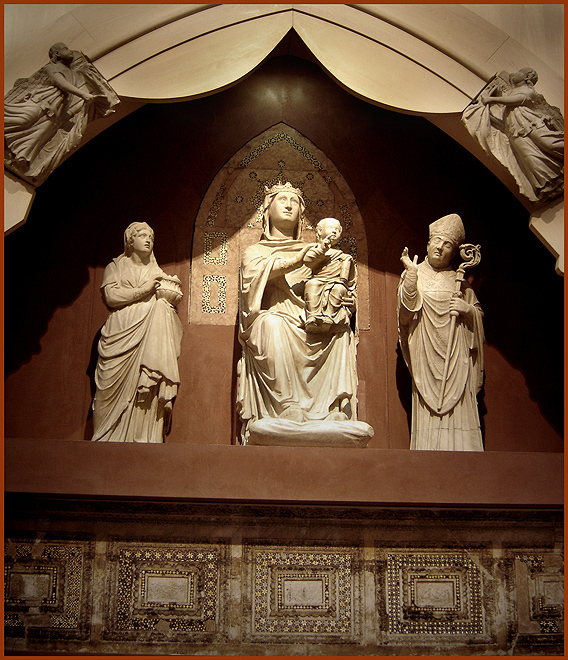
Arnolfo di Cambio: Madonna com o Menino, São Zenóbio e uma serva
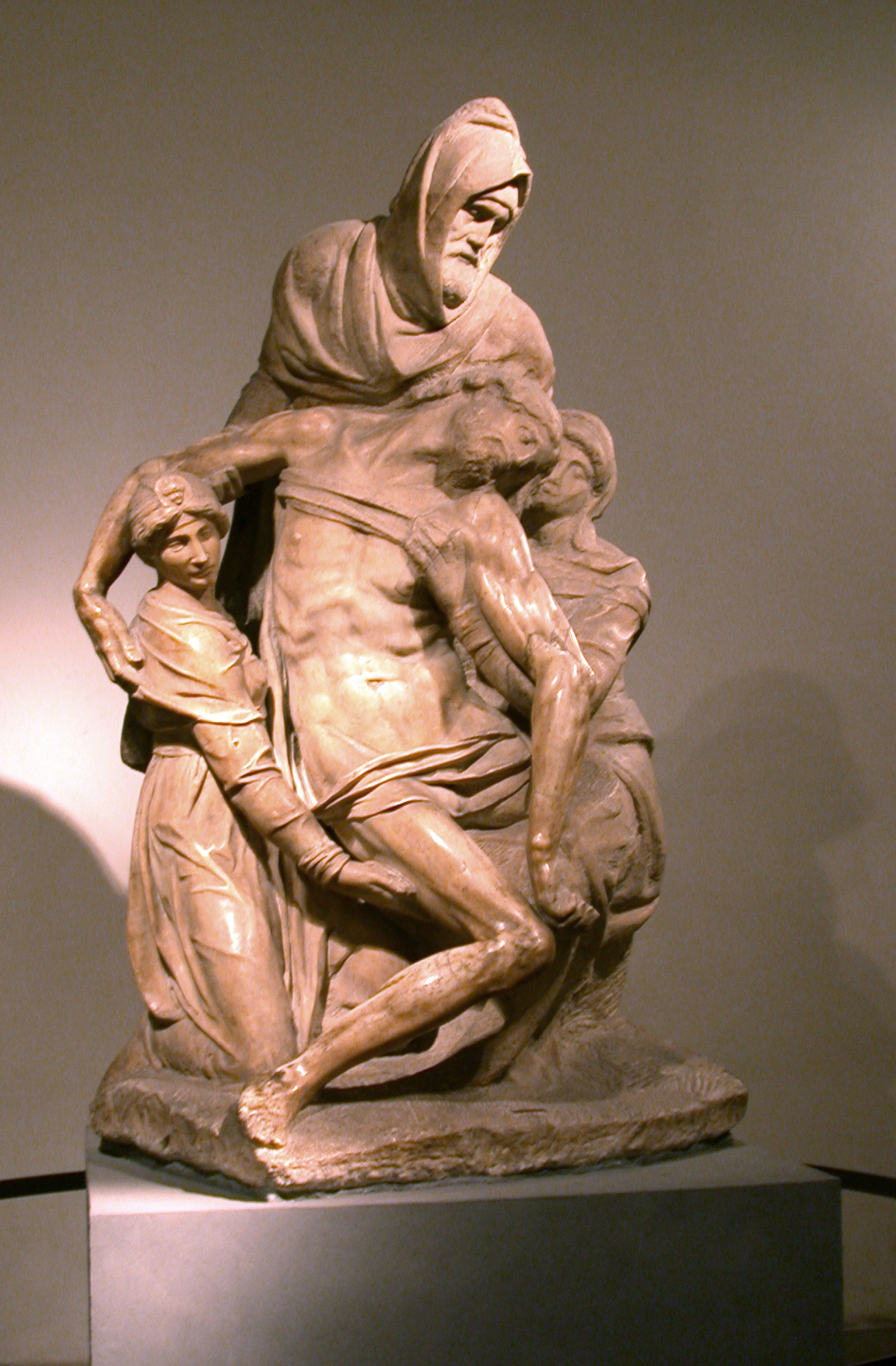
Michelangelo: Pietà
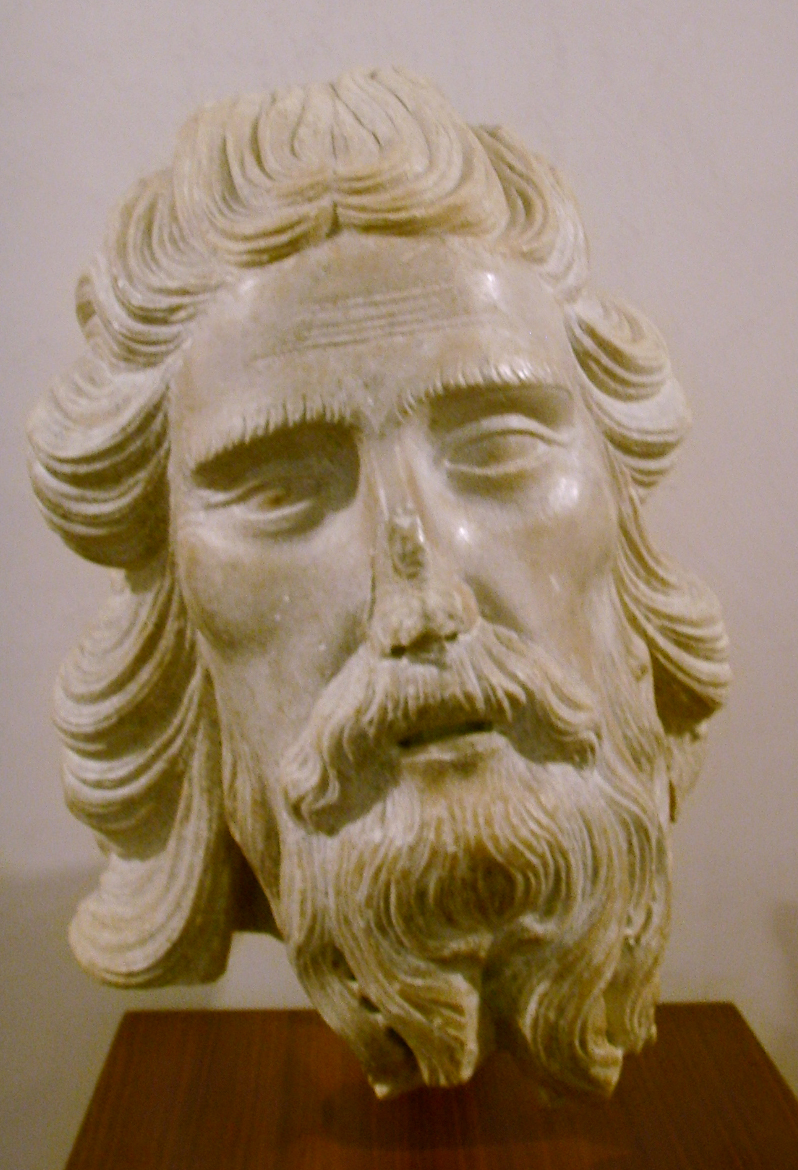
Tino di Camaino: Cabeça de São João Batista
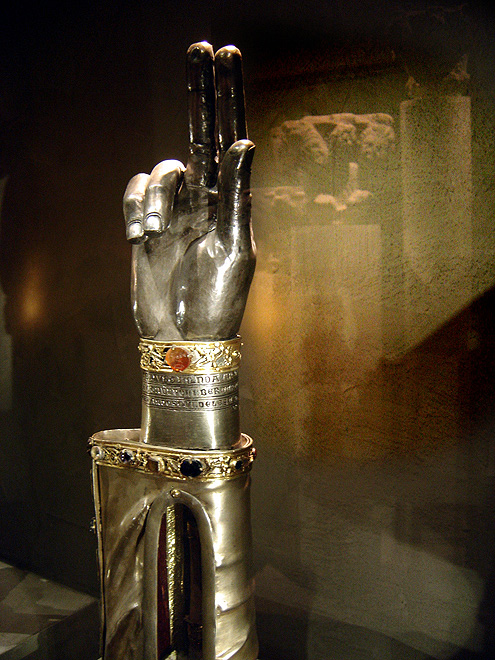
Braço-relicário de San Giusto
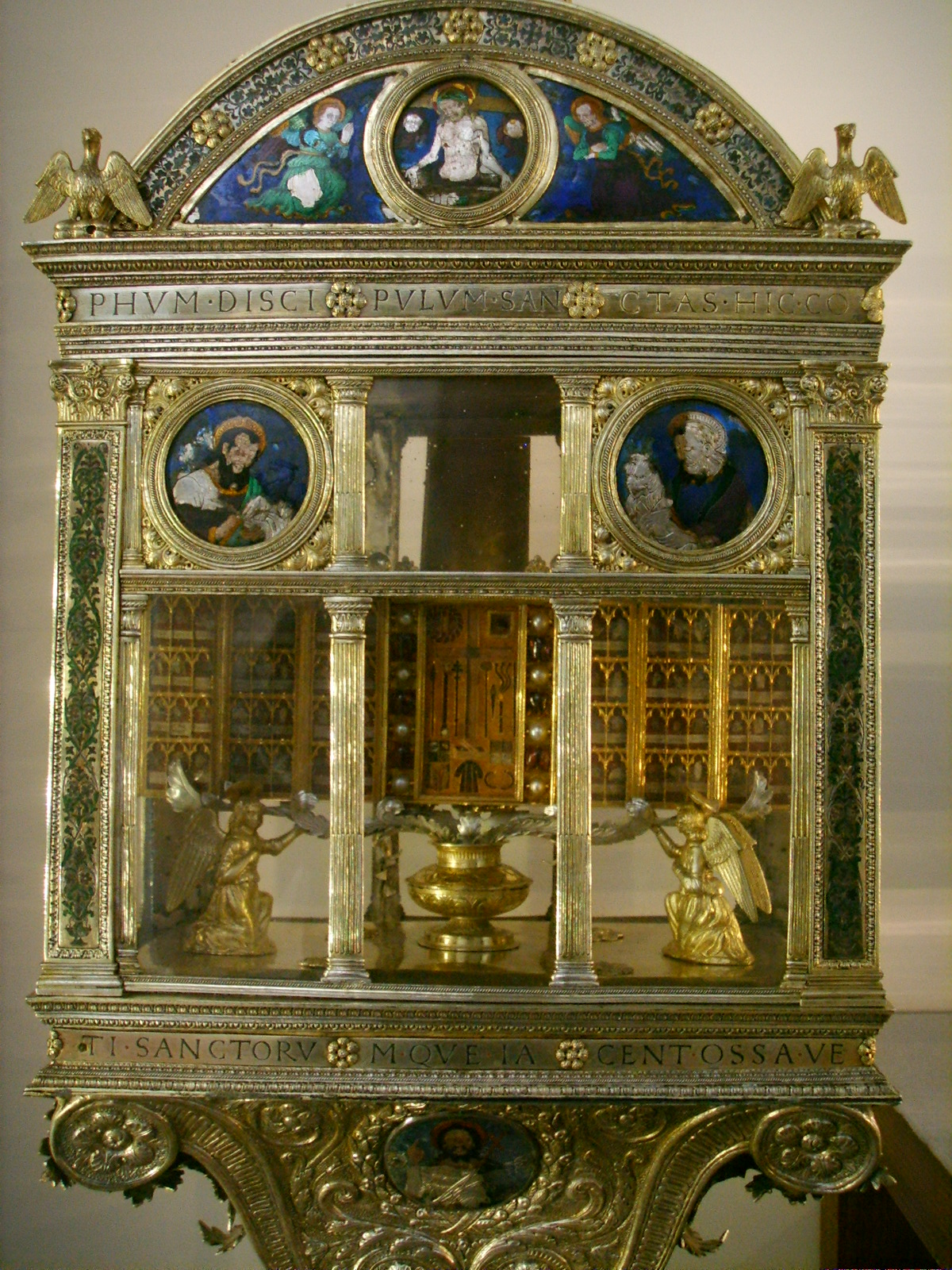
Francesco Vanni: Relicário de Santa Reparata
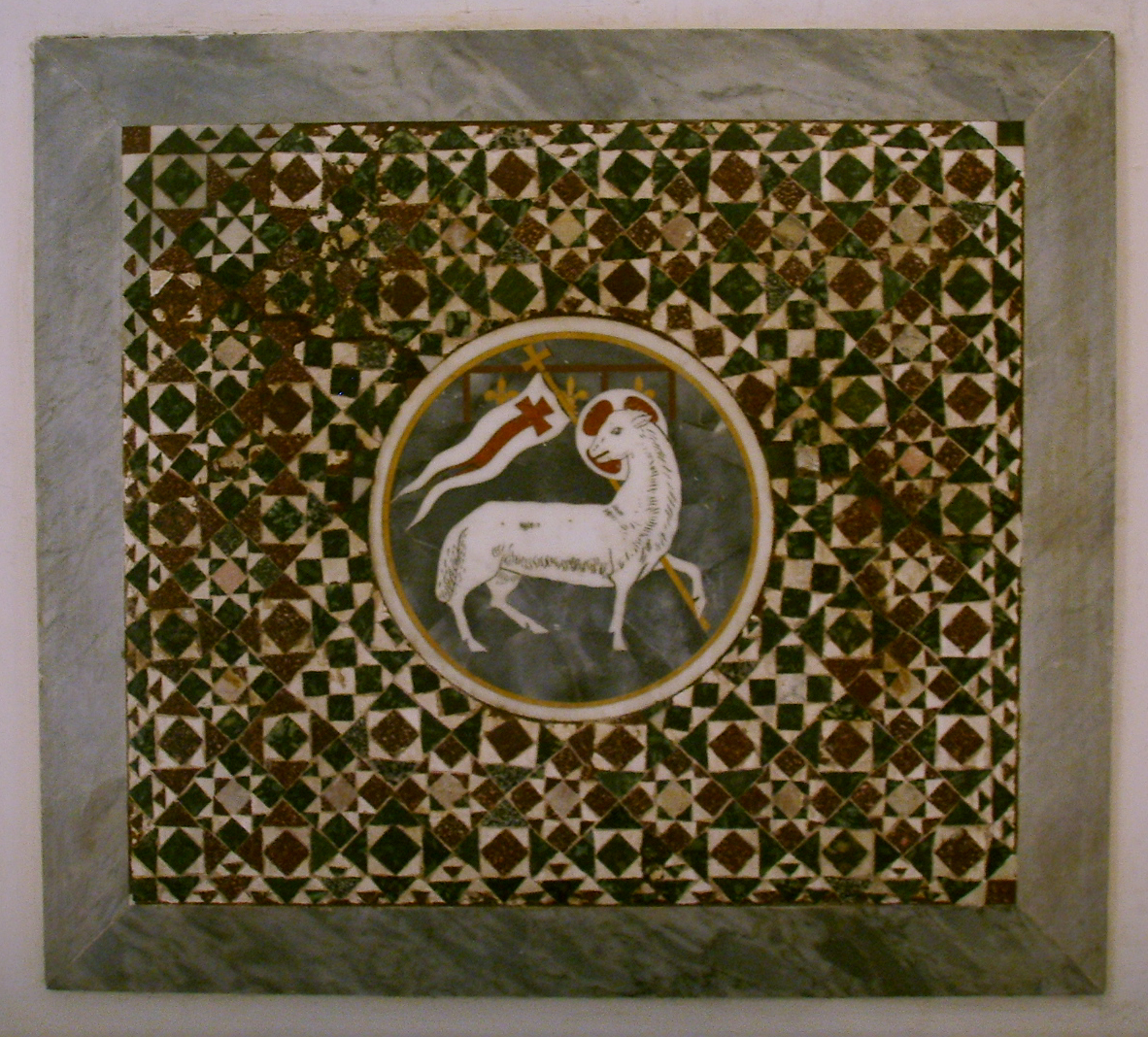
Mosaico com o emblema da guilda L'Arte della Lana
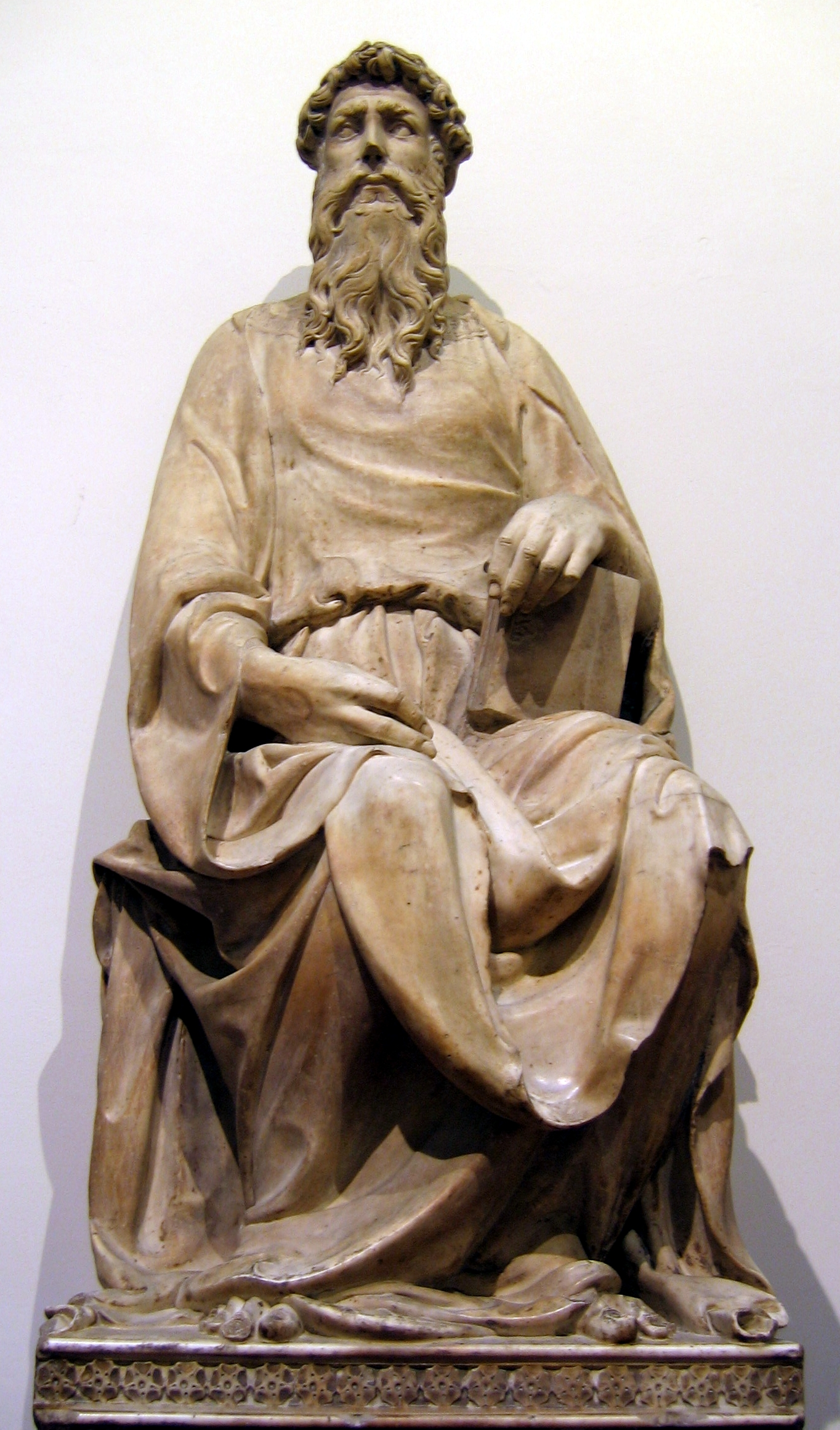
Donatello: São João Evangelista
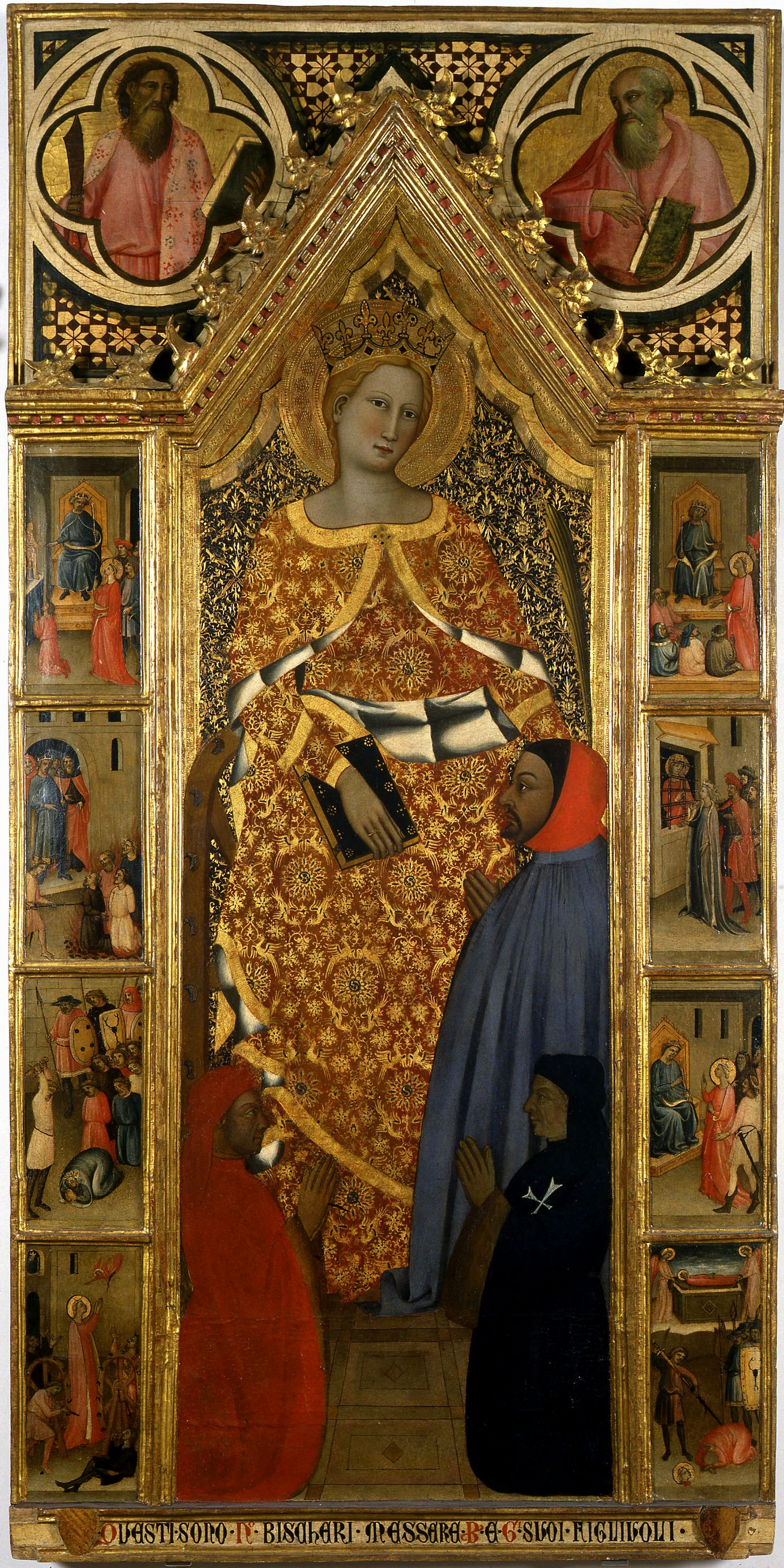
Giovanni del Biondo: Santa Catarina de Alexandria
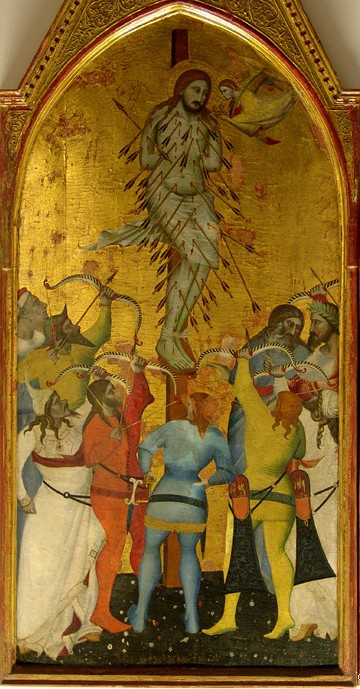
Giovanni del Biondo: Martírio de São Sebastião e cenas de sua vida
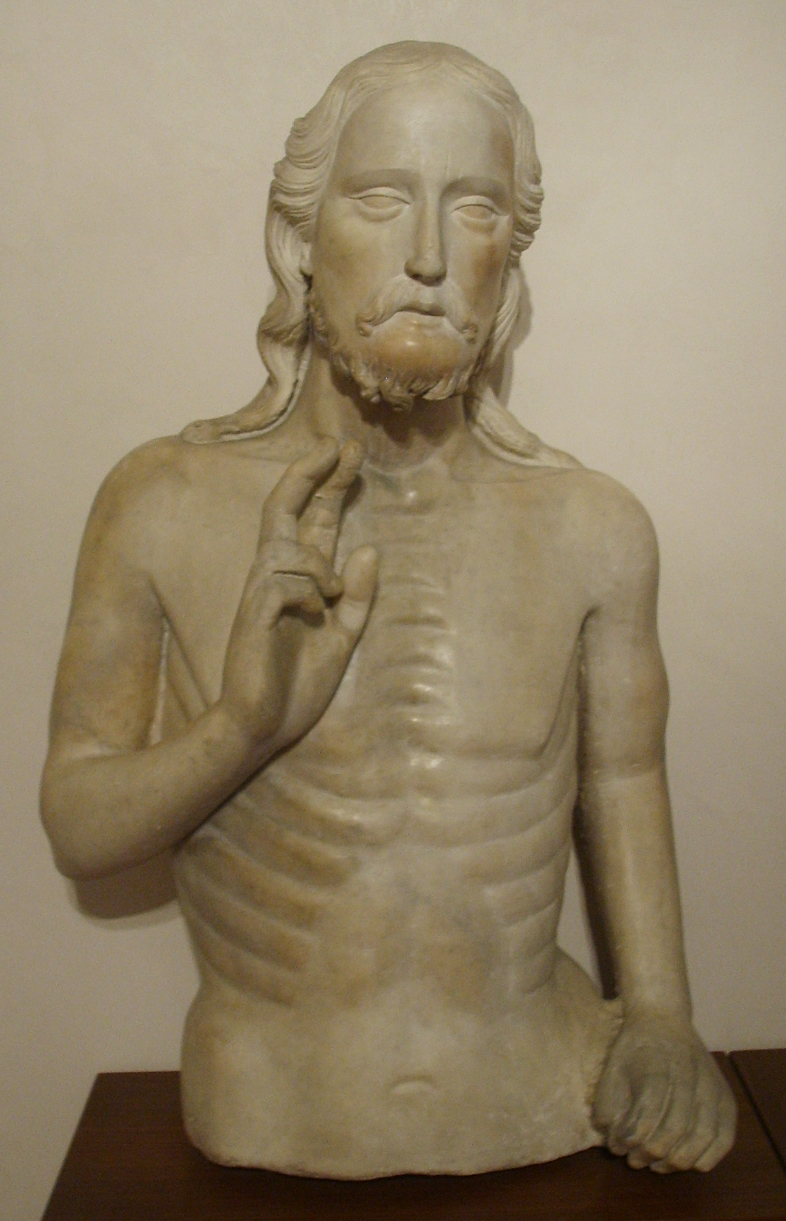
Tino di Camaino: Batismo de Cristo
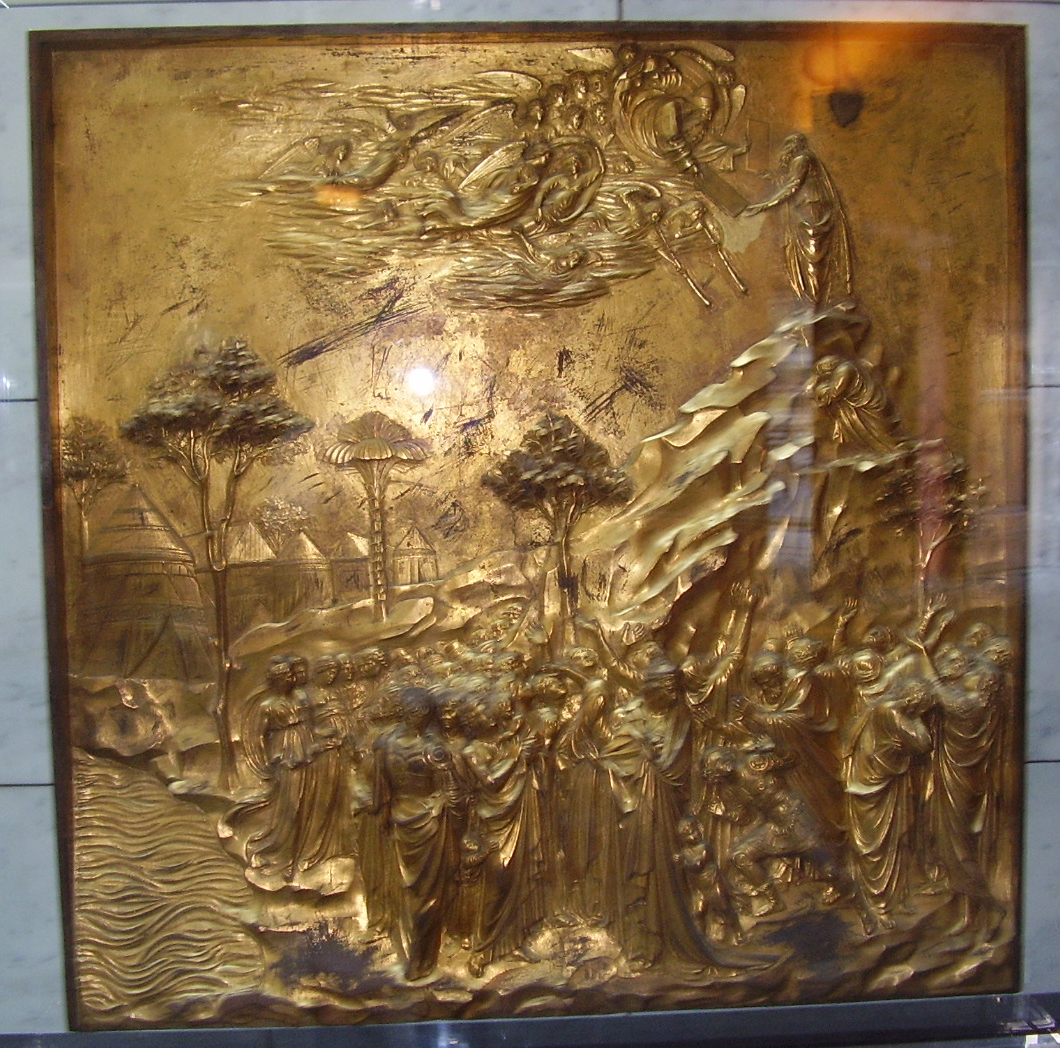
Lorenzo Ghiberti: A história de Moisés, da Porta do Paraíso
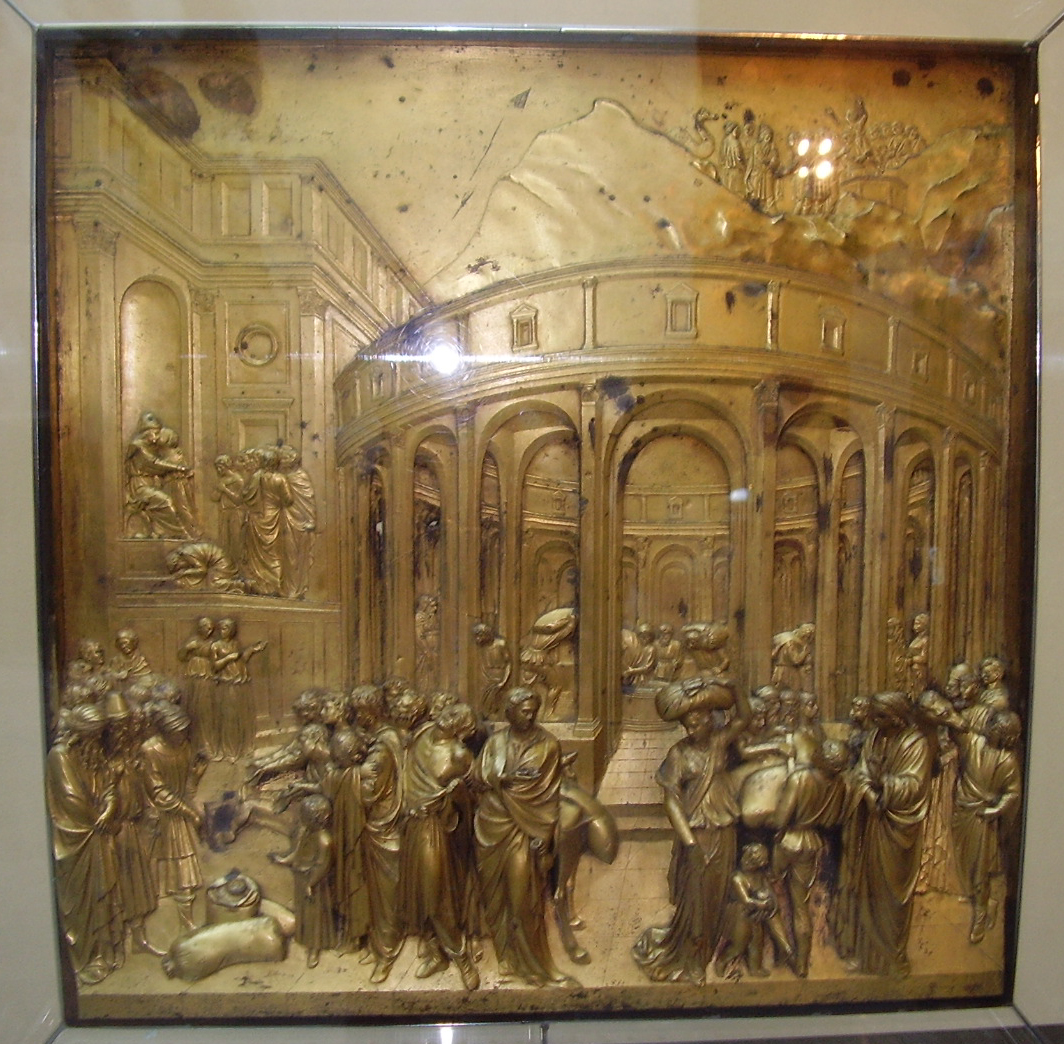
Lorenzo Ghiberti: A história de José, da Porta do Paraíso